# Platno Jezero
Platno Jezero är en sjö i Bosnien och Hercegovina.   Den ligger i entiteten Federationen Bosnien och Hercegovina, i den sydöstra delen av landet, 27 km söder om huvudstaden Sarajevo. Platno Jezero ligger 1 582 meter över havet.
Omgivningarna runt Platno Jezero är en mosaik av jordbruksmark och naturlig växtlighet. Runt Platno Jezero är det ganska tätbefolkat, med 67 invånare per kvadratkilometer.